# Исповедь (фильм, 2021)
«Исповедь» (англ. Mass) — американский драматический фильм Фрэна Кранца.

## Сюжет
Это пронзительная драма, написанная начинающим сценаристом и режиссёром Фрэном Кранцем, рассказывает душераздирающую историю четырех родителей, которые пережили ужасную трагедию. В главных ролях – Марта Плимптон, Джейсон Айзекс, Рид Бирни и Энн Дауд.

## В ролях
| Актёр            | Роль           |
| ---------------- | -------------- |
| Марта Плимптон   | Гейл           |
| Джейсон Айзекс   | Джей           |
| Рид Бирни        | Ричард         |
| Энн Дауд         | Линда          |
| Брида Вул        | Джуди          |
| Кэген Олбрайт    | Энтони         |
| Мишель Н. Картер | Кендра         |
| Майкл Уайт       | учитель музыки |
| Кэмпбелл Спур    | учитель музыки |

## Критика
Этот фильм – хит фестиваля Sundance и обладатель множества престижных наград от премии Film Independent Spirit Awards до Woodstock Film Festival. У картины есть номинации на Премию ассоциации кинокритиков Голливуда и Gotham Awards, а также она входит в рейтинги лучших фильмов 2021 года от целого ряда изданий – Vox, IndieWire, Vanity Fair, Los Angeles Times. Энн Дауд была отмeчена номинацией на премию БАФТА за лучшую женскую роль второго плана.

## Награды и номинации
| Премия            | Категория                         | Номинант   | Результат |
| ----------------- | --------------------------------- | ---------- | --------- |
| BAFTA             | Лучшая женская роль второго плана | Энн Дауд   | Номинация |
| «Выбор критиков»  | Лучшая женская роль второго плана | Энн Дауд   | Номинация |
| «Независимый дух» | Лучший дебютный сценарий          | Фрэн Кранц | Номинация |
| «Независимый дух» | Премия имени Роберта Олтмена      |            | Победа    |
| «Сатурн»          | Лучший независимый фильм          |            | Номинация |

## Режиссёр о фильме
«Я хотел исследовать темы прощения, горя, утраты, примирения и в конце концов силы связей между людьми, – говорит Кранц. – Как устроен процесс прощения? Правда ли, что это лучший выход из горя? Помогает ли оно всем участникам процесса в равной степени? Есть ли в этом эгоистичный аспект? И есть ли в прощении более глубокая цель, чем достижение перемирия? Я также хотел изучить горе и показать, что оно остаётся с тобой навсегда и не уходит из жизни бесследно – оно просто видоизменяется».